# Hilda Lyon
Hilda Margaret Lyon, née le 31 mai 1896 et morte le 2 décembre 1946, est une mathématicienne et ingénieure britannique qui a inventé la « Lyon Shape », un profil de coque aérodynamique en goutte d'eau utilisé pour les dirigeables et les sous-marins.

## Enfance et scolarité
Lyon nait le 31 mai 1896 à Market Weighton, dans le Yorkshire. Elle est la plus jeune fille de Thomas et Margaret Lyon (née Green) ; son père était épicier,,. Hilda Lyon fréquente la Beverley High School (en) puis en 1915 elle entre au Newnham College de Cambridge où elle obtient une maîtrise en mathématiques,.

## Carrière dans l'aviation
Après avoir obtenu son diplôme Lyon suit un cours du ministère de l'Air sur l'analyse des contraintes des avions, puis obtient un emploi d'assistante technique. Elle ne voit alors aucune perspective de promotion ou de plus de responsabilités « pour une femme mathématicienne » dans ce travail alors elle et sa sœur quittent leur emploi et partent en Suisse pendant six semaines.
En 1918, Lyon travaille comme assistante technique aéronautique pour Siddeley-Deasy. Elle part chez George Parnall & Co. en 1920.

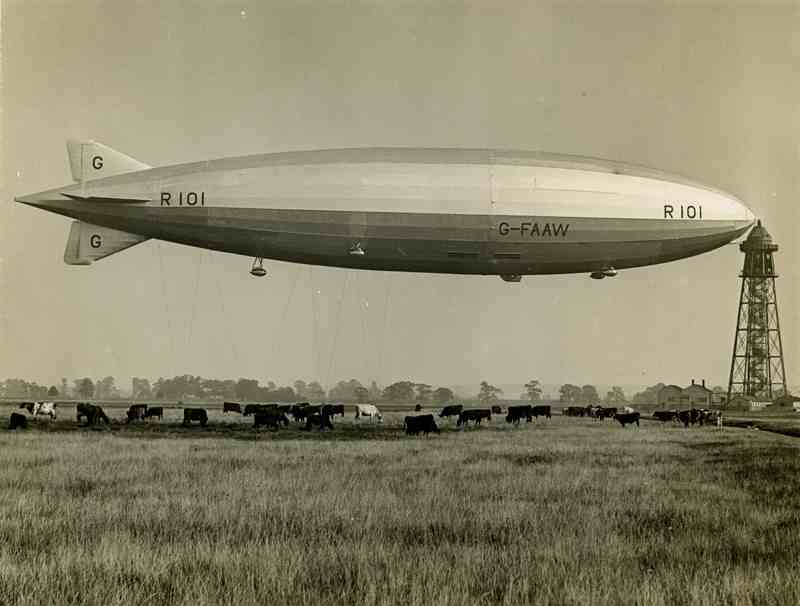
Le R101 à Cardington

Vers 1922, Lyon est admise en tant que Associate Fellow à la Royal Aeronautical Society. À partir de 1925 elle fait partie du personnel technique de la Royal Airship Works (en) de Cardington, contribuant au développement du dirigeable rigide R101 grâce à ses travaux sur l'aérodynamique.
En 1930, Lyon reçoit le prix commémoratif R38 de la Royal Aeronautical Society pour son article « The Strength of Transverse Frames of Rigid Airships ». C'est la première fois qu'un prix de la société est remporté par une femme.
Le travail de Lyon implique des voyages en Amérique, au Canada et en Allemagne. En 1930, elle se rend aux États-Unis  grâce à une bourse de voyage Mary Ewart et entreprend des études au Massachusetts Institute of Technology où elle est autorisée pour la première fois à utiliser une soufflerie. En 1932 elle soumet une thèse sur « L'effet de la turbulence sur la traînée des modèles de dirigeables » pour obtenir sa MSc. Après avoir soumis sa thèse, Lyon se rend à Göttingen en Allemagne pour mener des recherches à la Kaiser Wilhelm Gesellschaft für Strömungsforschung avec Ludwig Prandtl.
Après son retour en Grande-Bretagne Lyon passe du temps chez elle en tant qu'aidante, poursuivant ses recherches en utilisant les bibliothèques de l'Université de Hull et de l'Université de Leeds et en se rendant au National Physical Laboratory et au Royal Aircraft Establishment. Durant cette période, elle travaille sur le flottement aéroélastique et les lames élastiques.

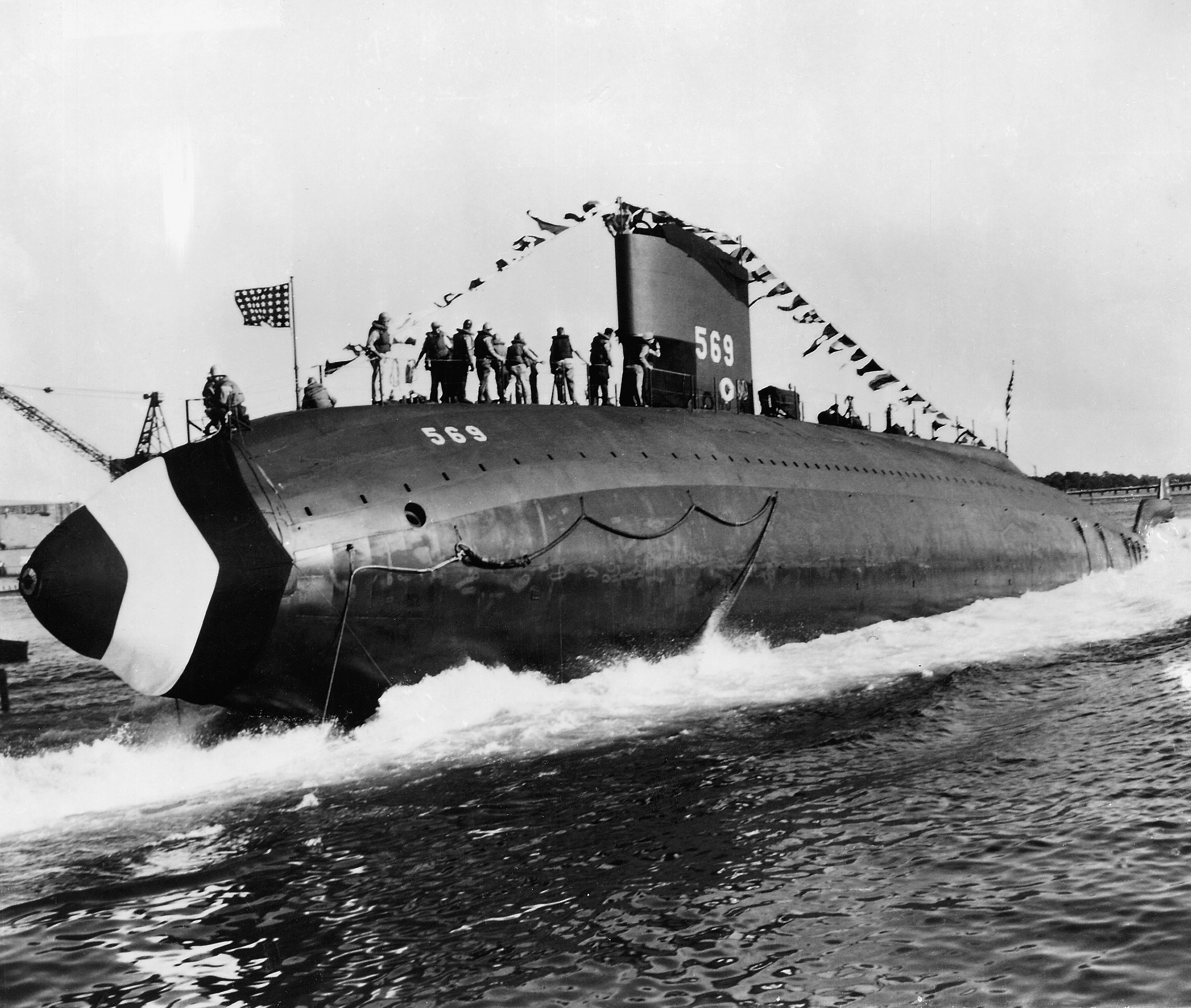
Le lancement de l' en 1955

À partir de 1937 Lyon revient à la recherche aérodynamique à temps plein en tant que responsable scientifique principal au Royal Aircraft Establishment de Farnborough,. Elle  travaille d'abord en soufflerie sur l'aspiration de la couche limite, puis rejoint la Section Stabilité . Elle devient ensuite chef de cette section et siège également au Conseil de recherche aéronautique.
Lyon meurt le 2 décembre 1946 à la suite d'une opération. Après sa mort, ses recherches et le « Lyon Shape » qu'elle a conçu sont intégrés au sous-marin américain USS Albacore, qui a la forme de coque profilée prototype qu'ont presque tous les sous-marins américains ultérieurs,.

## Commémoration

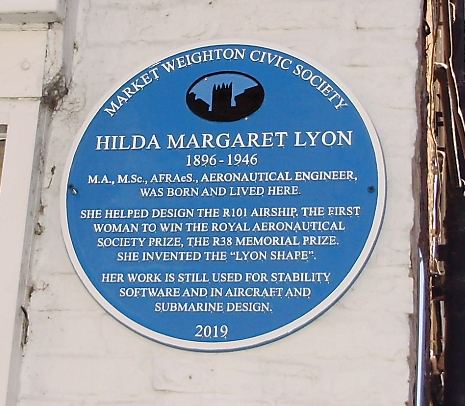
Plaque à Hilda Lyon, à Market Weighton

La biographie de Lyon est publiée par l'Oxford Dictionary of National Biography le 9 mai 2019 dans le cadre du centenaire de la Women's Engineering Society et une nouvelle biographie, Adventures in Aeronautical Design: The Life of Hilda M. Lyon, est publiée. Une plaque bleue est installée en l'honneur de Lyon sur le site de l'épicerie de son père (aujourd'hui un Morrisons Daily) à Market Weighton dans l'East Riding of Yorkshire le 27 juin 2019.
En 2021, l'église Sainte-Marie (en) de Beverley, dans l'East Yorkshire, annonce son intention d'installer une sculpture en pierre d'Hilda Lyon dans le cadre d'un programme de célébration des femmes lors de la restauration de la maçonnerie de l'église médiévale. Les huit autres personnalités sont Amy Johnson, ingénieure et membre du WES, Mary Wollstonecraft, Mary Seacole, Marie Curie, Rosalind Franklin, Helen Sharman et Ada Lovelace,,.